# Giorgio Strehler

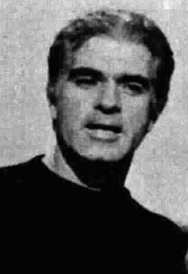
Giorgio Strehler in 1968

Giorgio Strehler (Triëst, 14 augustus 1921 - Lugano, 25 december 1997) was een Italiaans toneel- en operaregisseur alsmede politicus.
Strehler was een van de bekendste theaterregisseurs in Europa. In zijn Milanees Piccolo Teatro schiep hij uitstekende interpretaties van Bertolt Brecht en William Shakespeare, die hem vergelijkbaar maken met Peter Brook en Peter Stein in de geschiedenis van het theater op Europese bodem. Ook als regisseur van opera's was hij aan alle belangrijke opera's werkzaam. Als pedagoog werkte hij onder andere aan het Max-Reinhardt-Seminar in Wenen als gastdocent.
Voor de Partito Socialista Italiano (Socialistische Partij van Italië) zat Strehler in de Senato della Repubblica (de Italiaanse Senaat) en het Europees Parlement.
Giorgio Strehler stierf op Kerstmis 1997 op 76-jarige leeftijd aan een hartinfarct.
- Bibsys: 90225748
- Biblioteca Nacional de España: XX915844
- Bibliothèque nationale de France: cb11925653q (data)
- CiNii: DA01063786
- Gemeinsame Normdatei: 118619225
- International Standard Name Identifier: 0000 0001 2136 3693
- Library of Congress Control Number: n85341149
- MusicBrainz: 940cf9dc-d291-4c02-a248-7dd5265e2489
- Bibliotheek van het Japanse parlement: 00684358
- Nationale Bibliotheek van Tsjechië: jn20000701729
- Nationale bibliotheek van Australië: 35821802
- Nationale Bibliotheek van Israël: 987007396117005171
- Nationale en Universitaire bibliotheek Zagreb: 000040355
- Nederlandse Thesaurus van Auteursnamen: 068391234
- Réseau des bibliothèques de Suisse occidentale: 02-A003869914
- Istituto Centrale per il Catalogo Unico: CFIV012914
- SNAC: w6pk3gv1
- Système universitaire de documentation: 027150356
- Theaterlexikon der Schweiz: Giorgio_Strehler
- Trove: 1103076
- Virtual International Authority File: 64012185
- WorldCat: E39PBJfWWJjJhH4yRTP86CHV4q